# 塞菲拉
塞菲拉是敘利亞的城市，由阿勒頗省負責管轄，位於該國西北部，距離首府阿勒頗25公里，海拔高度348米，該鎮曾出產銅礦，2007年人口106,382。
37°04′N 37°22′E / 37.067°N 37.367°E